# Christoph Schwarz (Medienkünstler)

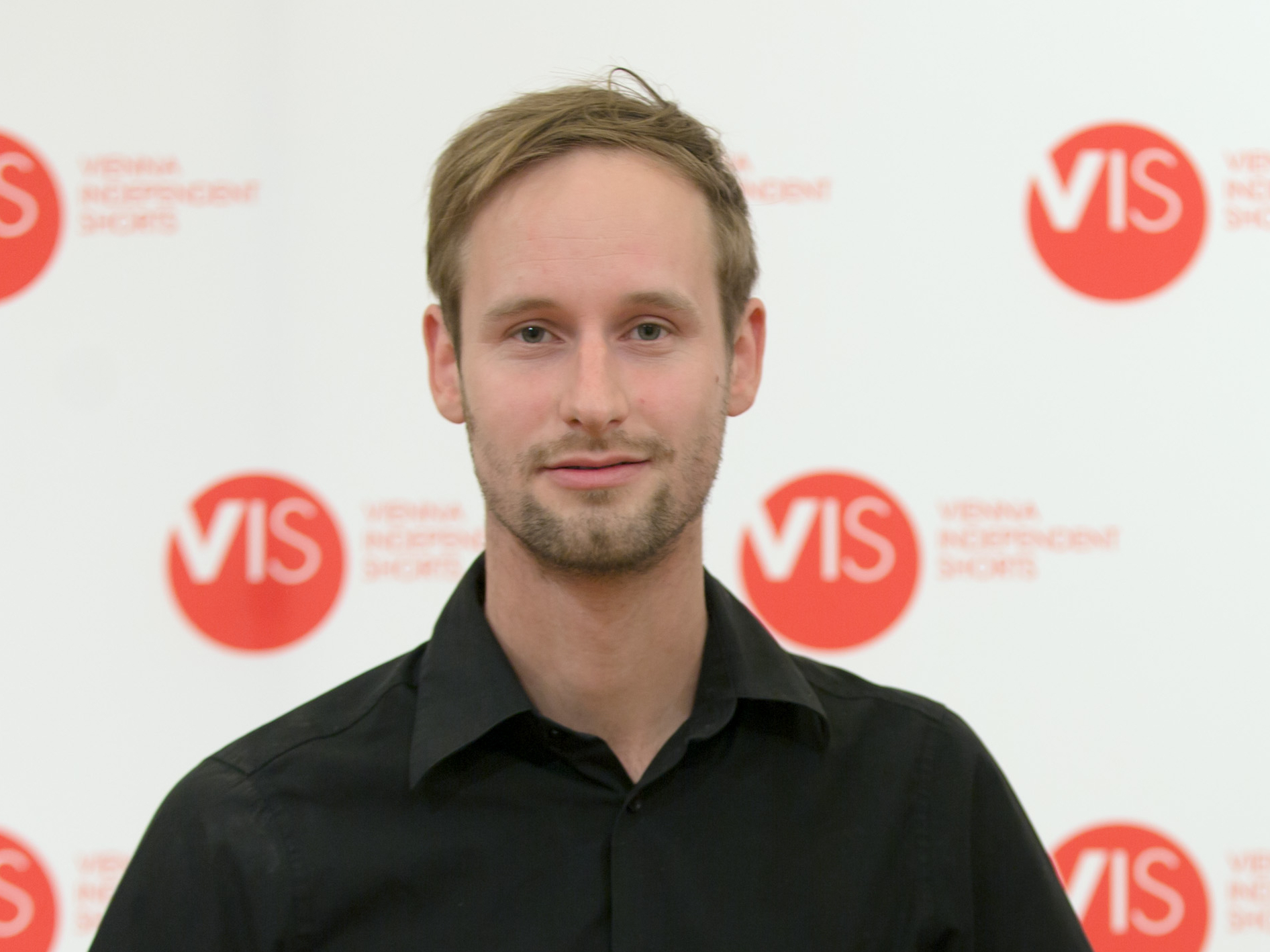
Christoph Schwarz (2015)

Christoph Schwarz (* 1981 in Wien) ist ein österreichischer Medienkünstler und Filmemacher.

## Leben

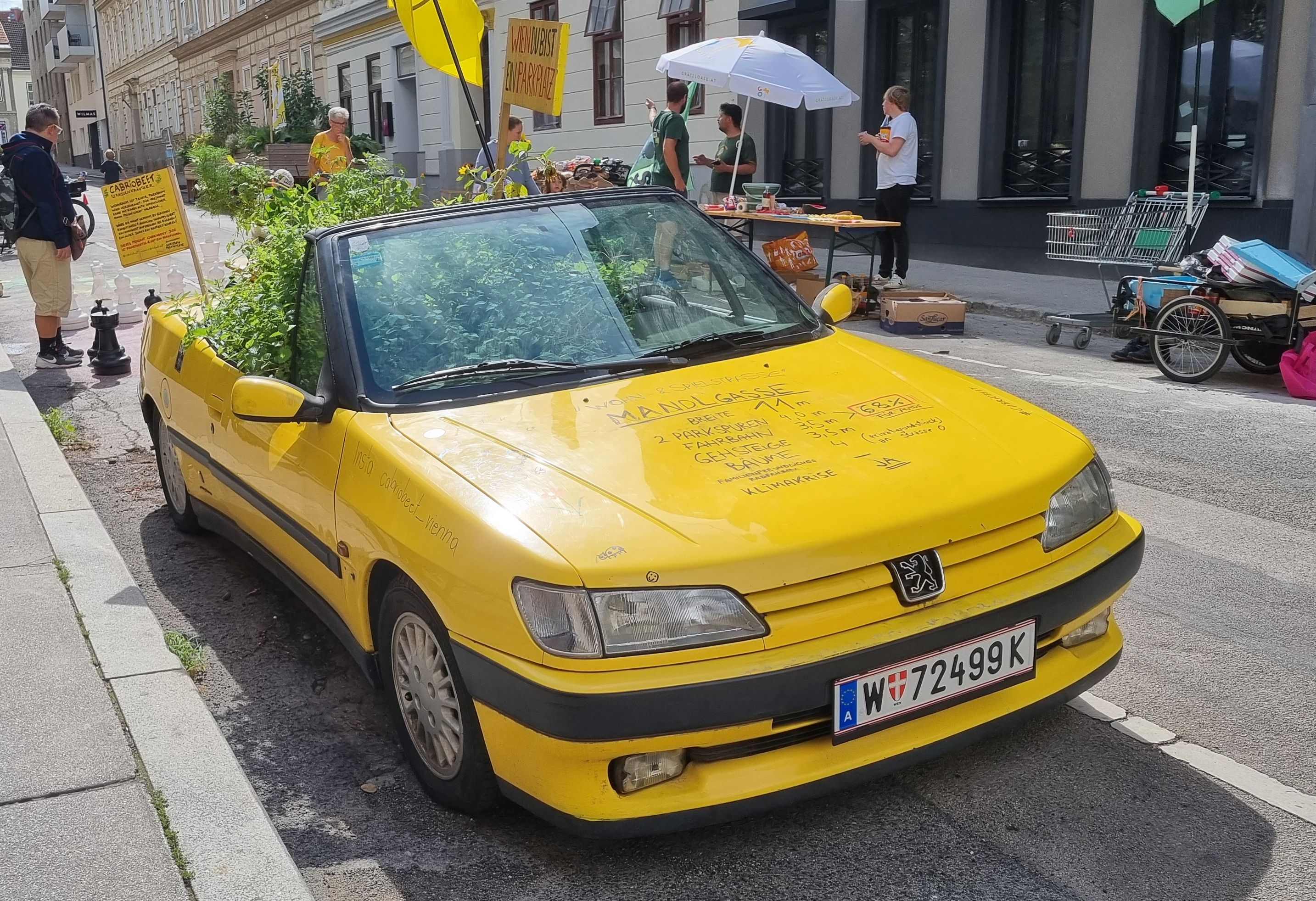
Das Cabriobeet in Meidling (2022)

Christoph Schwarz kam 1981 in Wien als Sohn der Bildungswissenschafterin Elisabeth E. Schwarz, geb. Peyker und des evangelischen Kirchenhistorikers Karl Schwarz zur Welt. Er studierte von 1999 bis 2006 visuelle Mediengestaltung an der Universität für angewandte Kunst Wien und verbrachte 2003/2004 ein Auslandssemester an der Akademie für Kunst, Architektur und Design Prag.
Schwarz arbeitet in den Bereichen Film, Performance und Installation. In Galerien waren seine Arbeiten seit 2004 bei mehreren Einzel- und Gruppenausstellungen vertreten. Für seine Kurzfilme wurde er mehrfach ausgezeichnet. Schwarz gewann unter anderem den Hauptpreis der Regensburger Kurzfilmwoche (2012 für Supercargo) sowie zweimal den Publikumspreis bei Vienna Independent Shorts (2011 für Supercargo und 2015 für Beingwhale). Zu weiteren wichtigen Festivalteilnahmen zählen die Diagonale, IndieLisboa und das Sarajevo Film Festival. 2013 war er der erste Künstler, der am Artist-in-Residence-Programm des Spartensenders ORF III teilnahm. Dabei entstand sein Video-Essay Der Sender schläft.
Christoph Schwarz setzt sich in seinen Arbeiten oft auf humorvolle Weise mit Problemen der Medienwirklichkeit auseinander. Seine Arbeiten werden zum Teil auch unter dem Pseudonym Daniel Bleninger veröffentlicht oder firmieren unter ARGE Schwarz.
Eine breiteren Öffentlichkeit in der Stadt Wien bekannt wurde Schwarz’ Werk durch die künstlerische Intervention des Cabriobeets.
Der Musiker Matthias Peyker ist Christoph Schwarz’ Cousin. Schwarz lebt mit seiner Familie in Wien und Gars am Kamp.

## Filmografie
- 2005: Armes Floh! / Jürgen Thomas
- 2006: Blödsinn mit Sahne / Blumen Brigitte
- 2007: EUAA – European Advertising Agency
- 2010: Supercargo
- 2011: Gift Economy Worker Kyoto
- 2012: Rhodopia
- 2013: Krochacarraldo
- 2013: Der Sender schläft
- 2014: Beingwhale
- 2015: Godview
- 2015: Supercargo
- 2016: Ibiza
- 2017: LDAE
- 2018: CSL[13]
- 2019: Die beste Stadt ist keine Stadt
- 2021: Civilization
- 2022: Ich werde nicht dulden, dass ihr mich alleine lasst
- 2024: Sparschwein